# Winston Duke
Winston Duke (Argyle, 1986. november 15. –) tobagói származású amerikai színész.
Legismertebb alakítása M’Baku a Marvel-moziuniverzum filmjeiben. Elsőként a 2018-as Fekete Párduc című filmben tűnt fel, ezt követte a Bosszúállók: Végtelen háború (2018), és a Bosszúállók: Végjáték (2019). 
A fentiek mellett 2019-ben Lupita Nyong’óval a Mi-ben is játszott.

## Élete
Duke Tobagóban született. Kilenc éves korában édesanyjával, Cora Pantinnal és nővérével Amerikába költöztek. 2004-ben végzett a New York-i Brighton High School-ban.

## Filmográfia

### Filmek
| Év   | Magyar cím                   | Eredeti cím                    | Szerep                | Magyar hang |
| ---- | ---------------------------- | ------------------------------ | --------------------- | ----------- |
| 2018 | Fekete Párduc                | Black Panther                  | M'Baku                | Orosz Ákos  |
| 2018 | Bosszúállók: Végtelen háború | Avengers: Infinity War         | M'Baku                | Orosz Ákos  |
| 2019 | Bosszúállók: Végjáték        | Avengers: Endgame              | M'Baku                | Orosz Ákos  |
| 2019 | Mi                           | Us                             | Gabe Wilson / Abraham | Fekete Ernő |
| 2020 | Kilenc nap                   | Nine Days                      | Will                  |             |
| 2020 | Spenser az igazság nyomában  | Spenser Confidential           | Hawk                  |             |
| 2022 | Fekete Párduc 2.             | Black Panther: Wakanda Forever | M'Baku                | Orosz Ákos  |
| 2024 | A kaszkadőr                  | The Fall Guy                   | Dan Tucker            | Olt Tamás   |

### Televíziós szerepek
| Év        | Magyar cím                               | Eredeti cím                       | Szerep                | Megjegyzések               |
| --------- | ---------------------------------------- | --------------------------------- | --------------------- | -------------------------- |
| 2014      | Esküdt ellenségek: Különleges ügyosztály | Law & Order: Special Victims Unit | Cedric Jones          | 1 epizód: Gridiron Soldier |
| 2014-2015 | A célszemély                             | Person of Interest                | Dominic Besson / Mini | 7 epizód                   |
| 2015      | A hírnökök                               | The Messengers                    | Zahir Zakaria         | 3 epizód                   |
| 2015      |                                          | Major Crimes                      | Curtis Turner         | 1 epizód: #FindKaylaWeber  |
| 2016      | Modern család                            | Modern Family                     | Dwight                | 3 epizód                   |